# 尤索夫伊薩東南亞研究所
尤索夫伊薩東南亞研究所（英語：ISEAS - Yusof Ishak Institute），是新加坡教育部下轄的研究中心和法定機構，創立於1968年。前身為東南亞研究所（Institute of Southeast Asian Studies），為紀念首任總統尤索夫·伊薩而於2015年8月12日改為現名。研究所包括數個學習中心、圖書館和出版社。